# Cuajinicuilapa (kommun i Mexiko)
Cuajinicuilapa är en kommun i Mexiko.   Den ligger i delstaten Guerrero, i den sydöstra delen av landet, 300 km söder om huvudstaden Mexico City. Antalet invånare är 25 537. Arean är 857 kvadratkilometer.
Terrängen i Cuajinicuilapa är platt söderut, men norrut är den kuperad.
Följande samhällen finns i Cuajinicuilapa:
- Cuajinicuilapa de Santa Maria
- El Pitahayo
- El Terrero
- Barajillas
- Colonia Miguel Alemán Valdez
- Cerro del Indio
- El Quiza
- La Petaca
- El Tamale
- El Vaivén
- Cerro de las Tablas
- El Cuiji
- Jícaro Abajo
- El Cacalote